# رزية تبتية
رزية تبتية (الاسم العلمي: Oryzopsis tibetica) هي نوع نباتي يتبع جنس الرزية من فصيلة النجيلية.